# Ataques en Israel y Líbano de agosto de 2024
Los ataques en Israel y Líbano de 2024, ocurrieron el 25 de agosto, de madrugada, cuando Israel lanzó una serie de ataques aéreos en el sur del Líbano en lo que describió como «ataques preventivos» contra sitios de lanzamiento de cohetes de Hezbolá. A esto le siguió inmediatamente un ataque con cohetes y drones por parte de Hezbolá en lo que describió como una respuesta al asesinato de su comandante Fuad Shuk en julio.
Israel calificó sus ataques de «preventivos». Según funcionarios libaneses, el ejército israelí atacó cuarenta lugares en el sur del Líbano con unos 100 aviones de combate. Poco después Hezbolá lanzó más de 320 cohetes contra el norte de Israel en lo que denominó la «primera fase» de su respuesta al asesinato de Fuad Shukr.

## Antecedentes
El 30 de julio de  2024 las Fuerzas de Defensa de Israel (FDI) llevaron a cabo un ataque contra un edificio de apartamentos en la localidad libanesa de Haret Hreik, en los suburbios de Beirut (Líbano), que mató al comandante de Hezbolá, Fuad Shukr, así como a cuatro civiles, incluidos dos niños y dos mujeres, e hirió a otros ochenta. Según las FDI, el ataque tuvo como objetivo a Shukr, un comandante de Hezbolá acusado por Israel de estar involucrado en el ataque con cohetes ocurrido tres días antes en Majdal Shams, en los Altos del Golán ocupados por Israel, que mató a doce niños y adolescentes drusos. La agencia de noticias estatal libanesa NNA informó que el ataque fue llevado a cabo por un dron que disparó tres misiles contra un edificio de apartamentos, que se derrumbó parcialmente.
El 31 de julio de 2024 Ismail Haniya, el líder político de Hamás fue asesinado en la residencia en la que se alojaba, en el complejo Neshat, en un lujoso barrio del norte de Teherán, después de asistir a la ceremonia de investidura del presidente iraní Masoud Pezeshkian, en un ataque atribuido a Israel.  También murió su guardaespaldas gazatí.En respuesta al asesinato, Irán declaró que respondería militarmente.
El secretario general de Hezbolá, Hassan Nasrallah, afirmó que la organización había entrado en una nueva fase en su conflicto con Israel en respuesta a las muertes de Shukr y Haniyeh.
En los días previos a los ataques, Estados Unidos e Israel recibieron información de inteligencia que mostraba que Hezbolá se estaba preparando para iniciar un ataque.

## Ataques

### Israel
El portavoz del ejército israelí, Daniel Hagari, afirmó que la inteligencia nacional creía que Hezbolá tenía la intención de iniciar «un ataque extensivo contra Israel» (incluidos el uso de cohetes, misiles y drones) contra Israel y por lo tanto decidió lanzar una serie de contraataques contra lanzaderas de misiles de largo alcance que la organización libanesa pretendía usar. Según Israel, el primer ministro, Benjamín Netanyahu, dirigió la operación desde un búnker en la base militar de Kirya, en Tel Aviv, junto con al ministro de Defensa, Yoav Galant, quien declaró el estado de emergencia militar. Netanyahu convocó a su gabinete de seguridad a las 7 a. m. 
Según dijeron las Fuerzas de Defensa de Israel en un comunicado «identificaron que la organización terrorista Hezbolá se preparaba para disparar misiles y cohetes hacia territorio israelí. En respuesta a estas amenazas, las fuerzas israelíes atacaron objetivos terroristas en el Líbano». Así, Israel envió un centenar de aviones de combate durante sus operaciones contra las posiciones de Hezbolá. Según The New York Times, Hezbolá tenía intención de disparar cohetes a las 5 de la mañana e Israel destruyeron los lanzadores de misiles de Hezbolá.  El ministro de Defensa israelí, Yoav Gallant, describió los ataques como «muy exitosos» y afirmó que «más del cincuenta por ciento, tal vez dos tercios» de los ataques de Hezbolá fueron evitados. Mientras que el secretario general de Hezbolá, Hasán Nasralá, aseguró que el objetivo del ataque «se ha logrado» y desmintió la versión israelí que habían destruido cientos de lanzaderas en territorio libanés. Así, resaltó que «ninguna de las plataformas que participaron en el lanzamiento de los proyectiles fueron alcanzadas antes de la operación y sólo dos plataformas fueron alcanzadas después de la operación». «Lo que bombardeó el enemigo fueron valles que estaban vacíos o evacuados».
Según afirmó un funcionario del Departamento de Estado, Estados Unidos ayudó a Israel a «detectar próximos ataques» de Hezbolá, pero no participó en los bombardeos «preventivos» ni en el derribo de proyectiles lanzados por la milicia.

### Hezbolá
Hezbollah stated the organization began its response to the assassination of Fuad Shukr, targeting a "special military target", Iron Dome platforms, and other sites. In its first stage, Hezbollah claimed that it had fired over 320 rockets at nearly twelve Israeli military bases and positions.

## Víctimas
Dos militantes de Hezbolá murieron y un militante y un ciudadano sirio resultaron heridos en el sur del Líbano, uno de ellos de gravedad. El movimiento Amal afirmó que uno de sus combatientes de Khiam fue asesinado. Posteriormente Hezbolá confirmó la muerte de seis de sus militantes el 25 de agosto, según informó la televisión catarí Al-Jazeera.
Un oficial de la Armada israelí murió, aparentemente, por un misil lanzado por el sistema de defensa aérea Cúpula de Hierro que alcanzó una lancha patrullera rápida clase Dvora frente a la costa de Nahariya, en el norte de Israel, y otras dos personas resultaron heridas. Una mujer resultó levemente herida por un misil en el norte de Israel.

## Reacciones

### Israel

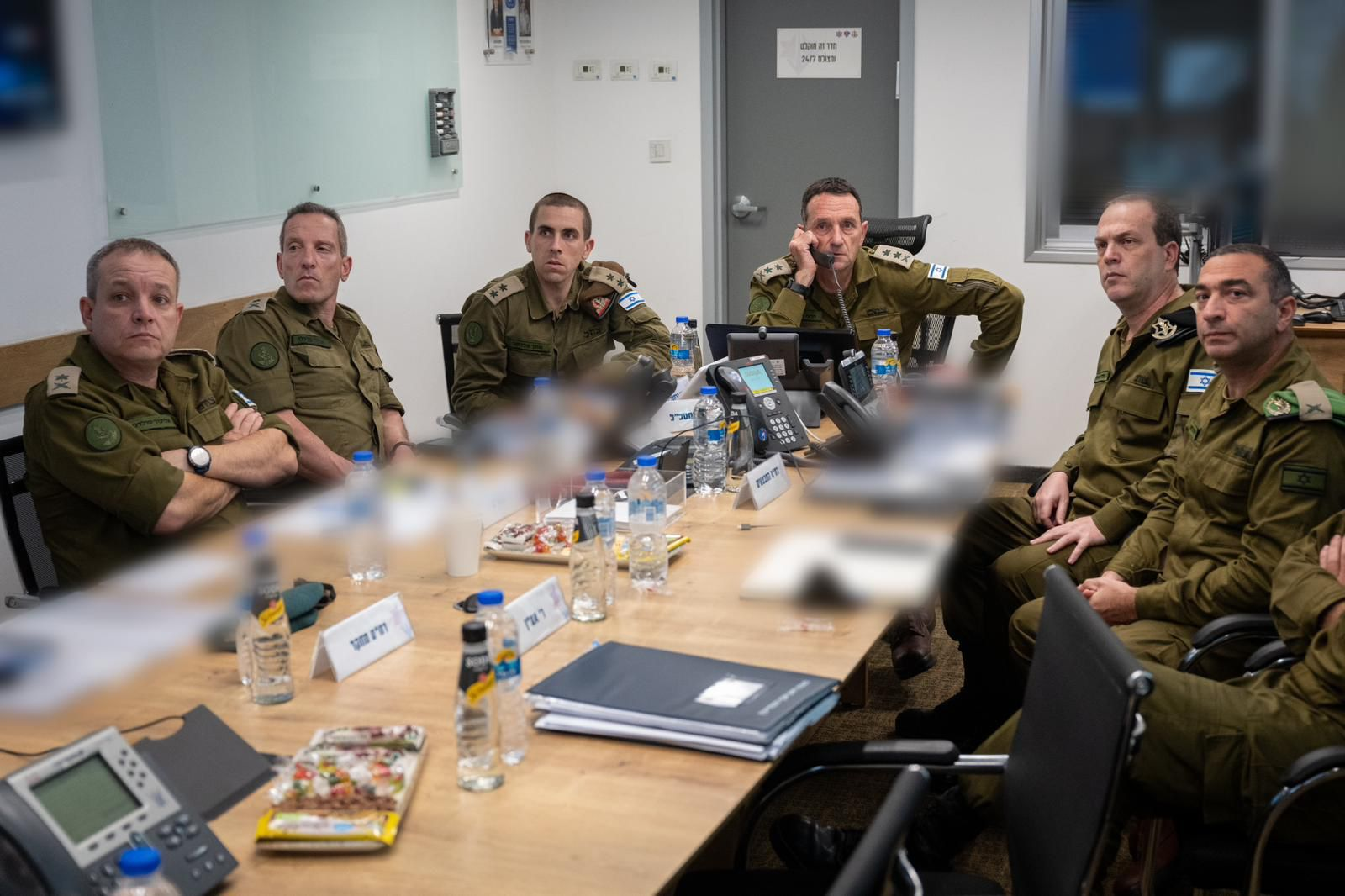
Algunos altos oficiales de las Fuerzas de Defensa de Israel durante las operaciones

El ministro de Defensa de Israel declaró el estado de emergencia militar que concede al Ejército la potestad de «dar instrucciones a los ciudadanos de Israel, como limitar las reuniones y cerrar lugares cuando sea relevante». El aeropuerto internacional Ben Gurion, de Tel Aviv, permaneció cerrado durante unas horas hasta las 10 a. m., y las restricciones se aplicaron a todo el territorio del país hasta el mediodía, cuando se levantaron las prohibiciones para Tel Aviv y las zonas de alrededor; dos vuelos de la aerolínea israelí El Al fueron desviados. Los vuelos regulares de varias aerolíneas incluidos de Air France, Transavia, Emirates, Etihad, Qatar Airways, Jordanian Airlines, Aegean Airlines, Wizz y algunos vuelos chárter con destino al Aeropuerto Internacional de Beirut y el Aeropuerto Internacional Ben Gurion de Tel Aviv fueron suspendidos.
El Consejo Regional del Golán ordenó a los residentes de los Altos del Golán que permanecieran en sus refugios. Mientras que líderes de las comunidades del norte de Israel protestaron por la marginación de la que, denuncian, están siendo objeto por parte del Gobierno israelí. «Israel solo lanza ataques preventivos cuando ve que van a por Tel Aviv», según afirmó el líder de la comunidad de Shlomi, Matan Davidian. «Mientras, nosotros llevamos diez meses evacuados lejos del hogar, y todavía amenazados por estos ataques».

### Estados Unidos
En una conversación telefónica con Gallant. El secretario de Defensa de Estados Unidos, Lloyd Austin, habló de evitar una escalada de la guerra entre Israel y Hezbolá, además Austin publicó un mensaje en su cuenta de X en el que decía que «He llamado por teléfono al ministro de Defensa israelí, Yoav Gallant, para hablar de la defensa de Israel contra los ataques de Hezbolá. Reafirmé el inquebrantable compromiso de Estados Unidos con la defensa de Israel contra cualquier ataque de Irán y sus socios y representantes regionales». El portavoz del Consejo de Seguridad Nacional de Estados Unidos, Sean Savett, afirmó que el presidente Joe Biden estaba «siguiendo de cerca los acontecimientos en Israel y el Líbano» y reafirmó el derecho de Israel a defenderse.